# 前端总线

典型晶片組規劃

前端总线（英語：Front-side bus，縮寫：FSB）是指中央处理器数据总线的专门术语，此总线負責中央处理器和北橋晶片间的数据传递。現在的x86處理器內建了記憶體控制器，FSB已被Intel QPI和AMD HyperTransport取代。
某些带有L2和L3缓存（Cache）的CPU，通过后端总线（Back Side Bus）实现这些缓存和中央处理器的连接，而此总线的数据传输速率總是高于前端总线。

## 目前用途
大多数现代总线（GTL+和EV6）是CPU和芯片组的连接主干。芯片组（通常由南桥和北桥组成）是和系统中其他总线的连接节点。PCI、AGP、PCIe和内存总线均和芯片组相连，以使设备间数据能相互传送。
这些第二级系统总线的运行速率取决于前端总线的速率。总之，高的前端总线速率意味着计算机的高处理性能。
在PC發展初期，由於處理器速度不高，大部份元件的時脈均保持同步，直至80486時代，在處理器制程持續進步下，處理器速度也加速成長，當時由於其他外部元件受電氣結構所限，而無法跟進成長，因此Intel首次於處理器時脈中加入倍頻設計，首顆處理器為Intel 80486DX2，外部傳輸時脈是處理器的一半，及後處理器成長速度仍遠超過外部元件，兩者速度差距越來越大。直至Pentium III時代，處理器時脈已超越1GHz，但外部傳輸時脈仍僅有133MHz。
正常來說，外頻速度越高代表處理器在同一週期下可讀寫越多的數據，因此，外頻速度很可能會變成系統效能上的瓶頸，為解決處理器頻寬不足的問題，Intel於Pentium 4時代加入Quad Pumped Bus架構，使其在同一週期內可傳送4筆數據，此舉令外部傳輸時脈不變下，傳輸效率卻可提升四倍。

## 超频和相关总线速率

### 中央處理器（CPU）
中央處理器的時脈速度（簡稱內頻）由系統匯流排速率（bus speed）乘上倍頻係數決定。例如，一個時脈速度為700MHz的處理器，可能運行於100MHz的系統匯流排上。這說明處理器內的時鐘倍頻器的倍率設置為7，即中央處理器被設定為以7倍於系統匯流排的速率運行：100 MHz×7 = 700 MHz。通過改變倍頻係數或系統匯流排速率，可以得到不同的時脈速度。以前經常套用的規則認為：時脈速度=外頻（前端匯流排、FSB）*倍頻係數。這句話嚴格來說並不正確。因為現在系統匯流排、前端匯流排（外頻、FSB）速率不一樣。就Intel CPU來說，前端匯流排=系統匯流排*4。所以，應該說時脈速度=系統匯流排*倍頻係數。

## 前端匯流排與系統匯流排
系統匯流排（BusSpeed）與前端匯流排（FSB、外頻）的區別在於，前端匯流排（FSB、外頻）的速度指的是CPU和北橋晶片間匯流排的速度。而系統匯流排（BusSpeed）的概念是建立在數位脈衝信號震盪速度基礎之上的，也就是說，100MHz系統匯流排（BusSpeed）特指數位脈衝信號在每秒鐘震盪一億次，它更多的影響了PCI及其他匯流排的頻率。之所以前端匯流排（FSB、外頻）與系統匯流排（BusSpeed）這兩個概念容易混淆，主要的原因是在以前的很長一段時間裏，前端匯流排（FSB、外頻）與系統匯流排（BusSpeed）是相同速率，因此往往直接稱系統匯流排（BusSpeed）為外頻，最終造成這樣的誤會。隨著電腦技術的發展，人們發現前端匯流排頻率（外頻、FSB）需要高於系統匯流排（BusSpeed），因此採用了QDR（Quad Date Rate）技術，或者其他類似的技術實現這個目的。這些技術的原理類似於AGP的2X或者4X，它們使得的前端匯流排（FSB、外頻）頻率成為系統匯流排（BusSpeed）的2倍、4倍甚至更高，從此之後系統匯流排（BusSpeed）和前端匯流排（FSB、外頻）的區別才開始被人們重視起來。

## 傳輸率
| 傳輸率 MB/s | 頻率 MHz   | CPU                              |
| ----------- | ---------- | -------------------------------- |
| 46-153      | 12-40      | Intel 80386                      |
| 61-191      | 16-50      | Intel 80486                      |
| 381-503     | 50-66      | Intel Pentium                    |
| 503-6104    | 66-200     | Intel Celeron                    |
| 762-1014    | 100-133    | Intel Pentium III                |
| 2029-3052   | 133-200    | AMD Athlon XP                    |
| 3051-8133   | 100-266.5  | Intel Pentium 4（50% efficient） |
| 3052-4066   | 100-133.25 | Intel Pentium M                  |
| 3052-6103   | 100-200    | VIA C7                           |
| 4066-12207  | 133-400    | Intel Core 2                     |
| 11444-15259 | 133        | Nehalem/Westmere                 |
|             | 100        | Sandy Bridge以後                 |